# Socialmedicin
För albumet av Doktor Kosmos, se Socialmedicin (musikalbum)
Socialmedicin är en tvärvetenskaplig gren av medicinen som handlar om människors hälsa och sjukdom i samspel med det omgivande samhället. Socialmedicinen omfattar kunskap om faktorer som påverkar hälsan, såsom sociala och psykosociala orsaker till ohälsa och sjukdom. Detta inkluderar hur hälsan i olika samhällsgrupper påverkas av samhällsstrukturen, miljön, vårdsystemen, arbetslivet och levnadsvanorna. Ämnesområdet omfattar också hur hälsan är fördelad i befolkningen, inklusive genus- och jämlikhetsaspekter, sociala konsekvenser av sjukdom, samt klinisk kunskap om folksjukdomar, särskilt hos sociala riskgrupper.
De fyra huvudsakliga kunskapsområdena inom socialmedicinen är:
- epidemiologi
- hälso- och sjukvårdsforskning
- administrativ medicin
- folkhälsoarbete och prevention.

Ämnesområdet socialmedicin är nära besläktat med folkhälsovetenskap, och kan sägas utgöra folkhälsovetenskapens medicinska perspektiv, och med samhällsmedicin, som dock är vanligare som verksamhetsbeteckning än som en akademisk ämnesbeteckning.

## Historik
Socialmedicinen som område växte framför allt fram i Tyskland i mitten av 1800-talet. En av områdets pionjärer var den tyske läkaren Rudolf Virchow, som verkade som läkare bland fattiga gruvarbetare i Schlesien på 1840-talet. Han lade märke till hur de sociala villkoren och sjukdom tydligt hängde ihop bland dessa grupper.
Begreppet socialmedicin, médecine sociale, lanserades av den fransk-belgiske ortopeden Jules Guérin i den tidskrift han gav ut, Gazette Médicale de Paris. Han menade med detta begrepp att det behövdes en medicin som inte bara behandlade enskilda patienter utan hela samhället.
Under början av 1900-talet etablerades socialmedicin som ett akademiskt område av tysken Alfred Grotjahn. Många tidiga socialmedicinare hade politiska syften med sin verksamhet, bland andra Grotjahn var socialist.
I likhet med andra områden inom medicinen har senare evidensbasering blivit en viktig fråga inom socialmedicinen, efter Archie Cochranes pionjärinsatser inom evidensbaserad medicin från 1940-talet och framåt.

## Socialmedicin i Sverige
Socialmedicin är sedan 1974 en medicinsk specialitet i Sverige. Som specialitet betraktad är den liten, och omfattade 99 personer år 2004, varav 70 då var yrkesverksamma.

### Historik
Den socialmedicinska praktiken har på sitt sätt en föregångare i de fattigläkare som bland annat fanns i Stockholm under 1700- och 1800-talen. Bland de som senare varit uppmärksammade finns läkare Andrew Alfvén (1870–1960), som bedrev filantropisk verksamhet bland bostadslösa och mest behövande män i Stockholm under första halvan av 1900-talet, och verkade för att förhindra epidemier. En annan är gynekologen Ada Nilsson (1872–1964), som hjälpte prostituerade kvinnor och fattiga kvinnor att föda barn.
Den svenska beteckningen för det socialmedicinska kunskapsområdet var fram till början av 1900-talet statsmedicin, och området omfattade då även hygien. 1923 bytte Svenska läkaresällskapets sektion för statsmedicin namn till socialmedicin, och 1924 började Socialmedicinsk tidskrift. Uppdelningen av den tidigare statsmedicinen i socialmedicin och hygien inom läkarutbildningen genomfördes först efter att 1948 års läkarutbildningskommitté hade föreslagit detta.
Socialmedicinen i Sverige utvecklades starkt från 1950-talet, och har utvecklats längs två olika linjer, dels en där det socialpolitiska engagemanget fanns starkt företrätt, och en där de vetenskapliga studierna stod i fokus. Gunnar Inghe (1910–1977) var den förste i Sverige som hade en tjänst som socialläkare, i Stockholms stad 1944–1961, och han var därefter professor i socialmedicin, först vid Göteborgs universitet 1961–1963 och därefter vid Karolinska Institutet 1963–1975. Inghe räknas som en av socialmedicinens pionjärer i Sverige, och då framför allt för den mer socialpolitiska linjen av socialmedicinen; han var en av initiativtagarna till RFSU och under 1930-talet en ledande person i föreningen Socialistiska läkare. Andra pionjärer som vid denna tid verkade i samma anda som Inghe var Gustav Jonsson och John Takman. Dessa socialmedicinare började utveckla metoder att hjälpa resurssvaga människor som ofta levde i misär. En svensk pionjär för den mer vetenskapligt fokuserade socialmedicinen var Ragnar Berfenstam (1916–2009), som var professor i Uppsala. 1958 tillkom de första två professurerna i ämnet, i Göteborg följt av Lund, och därefter tillkom professurer i Umeå, Uppsala och Stockholm under perioden fram till 1963, och i Linköping 1969.
Fram till i början av 1980-talet fanns socialmedicinska team, som hjälpte kommunernas socialbyråer att hitta lösningar för så kallade multiproblem-klienter. Teamens multidisciplinära sammansättning, med läkare, sköterska, kurator och kanslist, möjliggjorde att klienter/patienter kunde ges kompetent stöd. Denna team-modell har senare utvecklats vid bland annat Sunnaas Sykehus i Norge och vid de psykiatriska rehabiliteringsprojekt i USA som bygger på principen Assertive Community Treatment.
I och med att Hälso- och sjukvårdslagen (HSL) trädde i kraft 1982, hade de svenska kommunerna inte längre möjlighet att anställa läkare för att ägna sig åt sjukvårdsuppgifter. De flesta kommunalt anställda socialläkare försvann därför under 1980-talet, och den siste 2007. Detta ledde till ett ändrat fokus för socialmedicinarna. Utbildningen till specialistkompetens inom socialmedicin i Sverige omfattar därför inte längre någon klinisk verksamhet med patientfokus, utöver den som fås i grundutbildningen och i specialiseringstjänstgöring. I stället dominerar samhälls- och grupperspektivet specialitetens ämnesinnehåll.
2003 föreslogs att socialmedicin skulle avskaffas som specialitet och istället reduceras till ett profilområde som ett komplement till de formaliserade specialiteterna. Bakgrunden till förslaget var dels ambitionen att minska antalet specialiteter, och dels att hälso- och sjukvårdens verksamhet, som är grund för de medicinska specialiteterna, gäller enskilda patienter och anhöriga. Efter protester från socialmedicinarna, som ansåg att ämnesområdet missförståtts, tillsattes en utredning specifikt om socialmedicinens ställning, som 2005 föreslog att specialiteten skulle behållas.